# Acidovorax carolinensis
Acidovorax carolinensis es una especie de bacteria gramnegativa del género Acidovorax. Fue descrita en el año 2020, aunque se aisló inicialmente en 2005. Su etimología hace referencia a Carolina del Norte. Es aerobia y móvil por flagelo polar. Tiene un tamaño de 0,3-0,6 μm de ancho por 0,9-2,1 μm de largo. Forma colonias amarillo pálido, circulares y convexas con márgenes enteros tras 48 horas de incubación en agar NA. La adición de indol a las placas genera colonias de color violeta. Temperatura de crecimiento entre 4-40 °C, óptima de 30-32 °C. Catalasa negativa y oxidasa positiva. Es capaz de degradar el hidrocarburo fenanteno. Tiene un genoma con un tamaño de unos 4 Mpb y un contenido de G+C del 64,1%. Se ha aislado de suelos contaminados con hidrocarburos aromáticos policíclicos en Carolina del Norte, en Estados Unidos. 